# Seznam ocenění a nominací Grety Gerwig

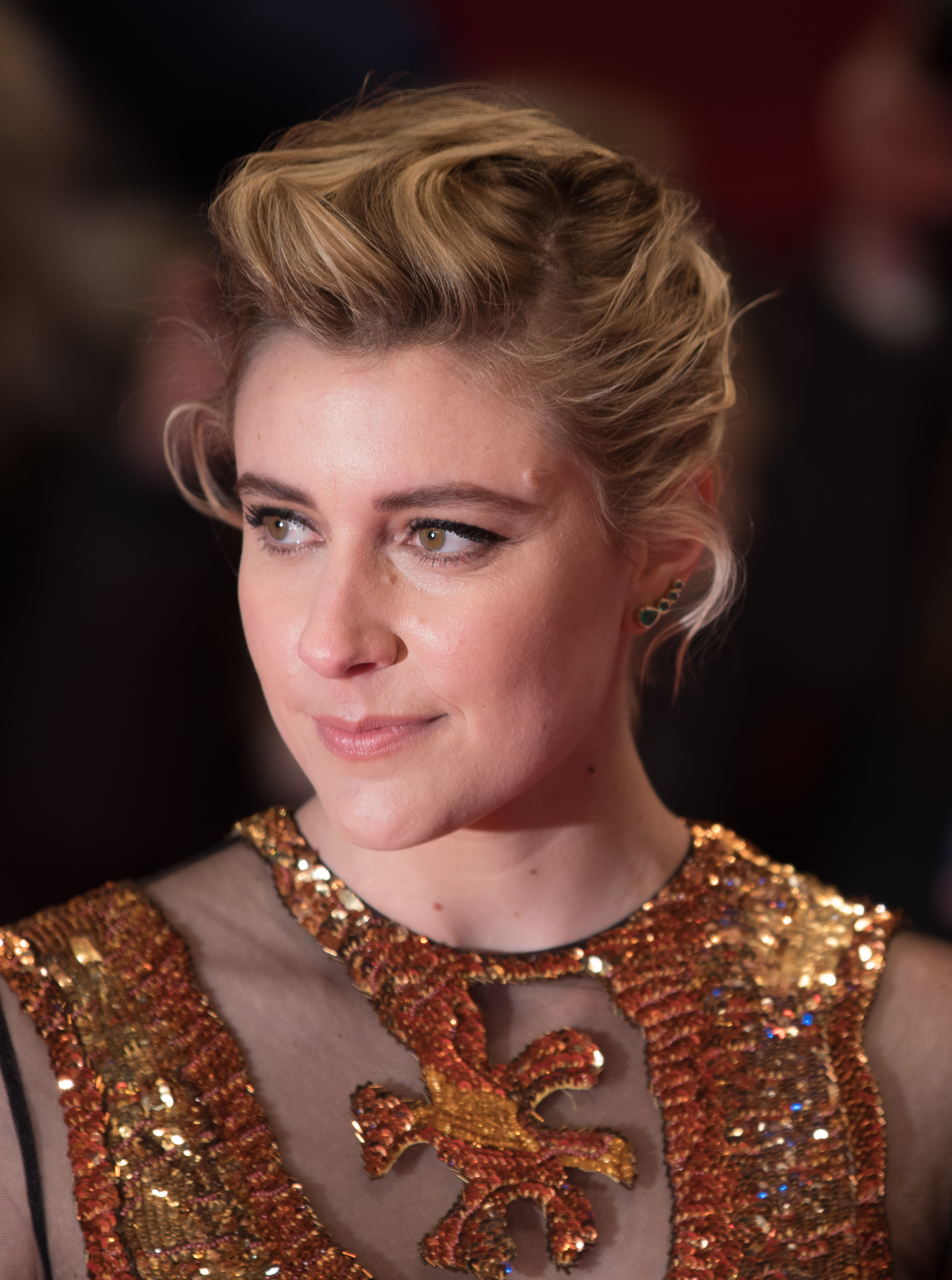
Gerwig na 68. ročníku Berlínského filmového festivalu v roce 2018

Toto je seznam ocenění a nominací režisérky, scenáristky a herečky Grety Gerwig. 

## Hlavní asociace

### Cena Sdružení amerických scenáristů
| Rok  | Kategorie                  | Nominované dílo | Výsledek | Ref.  |
| ---- | -------------------------- | --------------- | -------- | ----- |
| 2018 | Nejlepší původní scénář    | Lady Bird       | nominace | [ 1 ] |
| 2020 | Nejlepší adaptovaný scénář | Malé ženy       | nominace | [ 2 ] |
| 2024 | Nejlepší původní scénář    | Barbie          | nominace | [ 3 ] |

### Ceny Asociace amerických filmových režisérů
| Rok  | Kategorie      | Nominované dílo | Výsledek | Ref.  |
| ---- | -------------- | --------------- | -------- | ----- |
| 2018 | Nejlepší režie | Lady Bird       | nominace | [ 4 ] |
| 2024 | Nejlepší režie | Barbie          | nominace | [ 5 ] |

### Critics' Choice Movie Awards
| Rok  | Kategorie                         | Nominované dílo  | Výsledek  | Ref.  |
| ---- | --------------------------------- | ---------------- | --------- | ----- |
| 2014 | Nejlepší herečka v komedii        | Frances Ha       | nominace  |       |
| 2016 | Nejlepší herečka ve vedlejší roli | Ženy 20. století | nominace  |       |
| 2018 | Nejlepší režie                    | Lady Bird        | nominace  | [ 6 ] |
| 2018 | Nejlepší původní scénář           | Lady Bird        | nominace  | [ 6 ] |
| 2020 | Nejlepší režie                    | Malé ženy        | nominace  | [ 7 ] |
| 2020 | Nejlepší adaptovaný scénář        | Malé ženy        | vítězství | [ 7 ] |
| 2023 | Nejlepší režie                    | Barbie           | nominace  | [ 8 ] |
| 2023 | Nejlepší původní scénář           | Barbie           | vítězství | [ 8 ] |

### Filmová cena Britské akademie
| Rok  | Kategorie                  | Nominované dílo | Výsledek | Ref.   |
| ---- | -------------------------- | --------------- | -------- | ------ |
| 2017 | Nejlepší původní scénář    | Lady Bird       | nominace | [ 9 ]  |
| 2019 | Nejlepší adaptovaný scénář | Malé ženy       | nominace | [ 10 ] |
| 2023 | Nejlepší původní scénář    | Barbie          | nominace | [ 11 ] |

### Oscar
| Rok  | Kategorie                  | Nominované dílo | Výsledek | Ref.   |
| ---- | -------------------------- | --------------- | -------- | ------ |
| 2017 | Nejlepší režie             | Lady Bird       | nominace | [ 12 ] |
| 2017 | Nejlepší původní scénář    | Lady Bird       | nominace | [ 12 ] |
| 2019 | Nejlepší adaptovaný scénár | Malé ženy       | nominace | [ 13 ] |
| 2023 | Nejlepší adaptovaný scénár | Barbie          | nominace | [ 14 ] |

### Zlatý glóbus
| Rok  | Kategorie                            | Nominované dílo | Výsledek  | Ref.   |
| ---- | ------------------------------------ | --------------- | --------- | ------ |
| 2013 | Nejlepší herečka (komedie / muzikál) | Frances Ha      | nominace  | [ 15 ] |
| 2017 | Nejlepší scénář                      | Lady Bird       | nominace  | [ 16 ] |
| 2023 | Nejlepší režisér                     | Barbie          | nominace  | [ 17 ] |
| 2023 | Nejlepší scénář                      | Barbie          | nominace  | [ 17 ] |
| 2023 | Filmový úspěch                       | Barbie          | vítězství | [ 17 ] |

## Ostatní ocenění a nominace

### AACTA International Awards
| Rok  | Kategorie       | Nominované dílo | Výsledek | Ref.   |
| ---- | --------------- | --------------- | -------- | ------ |
| 2017 | Nejlepší režie  | Lady Bird       | nominace | [ 18 ] |
| 2017 | Nejlepší scénář | Lady Bird       | nominace | [ 18 ] |
| 2024 | Nejlepší režie  | Barbie          | nominace | [ 19 ] |
| 2024 | Nejlepší scénář | Barbie          | nominace | [ 19 ] |

### Alliance of Women Film Journalists
| Rok  | Kategorie                                 | Nominované dílo  | Výsledek  | Ref.   |
| ---- | ----------------------------------------- | ---------------- | --------- | ------ |
| 2007 | Nejlepší skok z herečky na režisérku      | Noci a víkendy   | nominace  |        |
| 2015 | Nejlepší herečka ve vedlejší roli         | Ženy 20. století | nominace  |        |
| 2017 | Nejlepší režie                            | Lady Bird        | nominace  | [ 20 ] |
| 2017 | Nejlepší původní scénář                   | Lady Bird        | nominace  | [ 20 ] |
| 2017 | Nejlepší režisérka                        | Lady Bird        | vítězství | [ 20 ] |
| 2017 | Nejlepší scenáristka                      | Lady Bird        | vítězství | [ 20 ] |
| 2017 | Nejlepší úspěch ženy ve filmovém průmyslu | Lady Bird        | nominace  | [ 20 ] |
| 2018 | Nejlepší animovaný film                   | Psí ostrov       | nominace  |        |
| 2019 | Nejlepší adaptovaný scénář                | Malé ženy        | vítězství | [ 21 ] |
| 2019 | Nejlepší režisérka                        | Malé ženy        | nominace  | [ 21 ] |
| 2019 | Nejlepší scenáristka                      | Malé ženy        | vítězství | [ 21 ] |

### Austin Film Critics Association
| Rok  | Kategorie                   | Nominované dílo | Výsledek  | Ref.   |
| ---- | --------------------------- | --------------- | --------- | ------ |
| 2017 | Nejlepší režie              | Lady Bird       | nominace  | [ 22 ] |
| 2017 | Nejlepší původní scénář     | Lady Bird       | nominace  | [ 22 ] |
| 2017 | Cena pro průlomového umělce | Lady Bird       | nominace  | [ 22 ] |
| 2019 | Nejlepší režie              | Malé ženy       | nominace  | [ 23 ] |
| 2019 | Nejlepší adaptovaný scénář  | Malé ženy       | vítězství | [ 23 ] |

### Boston Society of Film Critics
| Rok  | Kategorie       | Nominované dílo | Výsledek  | Ref.   |
| ---- | --------------- | --------------- | --------- | ------ |
| 2017 | Nejlepší scénář | Lady Bird       | vítězství | [ 24 ] |
| 2019 | Nejlepší režie  | Malé ženy       | nominace  | [ 25 ] |
| 2019 | Nejlepší scénář | Malé ženy       | nominace  | [ 25 ] |

### Chicago Film Critics Association
| Rok  | Kategorie                  | Nominované dílo | Výsledek  | Ref.   |
| ---- | -------------------------- | --------------- | --------- | ------ |
| 2017 | Nejlepší režie             | Lady Bird       | nominace  | [ 26 ] |
| 2017 | Nejlepší původní scénář    | Lady Bird       | nominace  | [ 26 ] |
| 2017 | Nejslibnější filmař        | Lady Bird       | vítězství | [ 26 ] |
| 2019 | Nejlepší režie             | Malé ženy       | nominace  | [ 27 ] |
| 2019 | Nejlepší adaptovaný scénář | Malé ženy       | vítězství | [ 27 ] |

### Dallas–Fort Worth Film Critics Association
| Rok  | Kategorie       | Nominované dílo | Výsledek  | Ref.   |
| ---- | --------------- | --------------- | --------- | ------ |
| 2017 | Nejlepší režie  | Lady Bird       | nominace  | [ 28 ] |
| 2017 | Nejlepší scénář | Lady Bird       | vítězství | [ 28 ] |

### Detroit Film Critics Society
| Rok  | Kategorie       | Nominované dílo | Výsledek | Ref.   |
| ---- | --------------- | --------------- | -------- | ------ |
| 2017 | Nejlepší režie  | Lady Bird       | nominace | [ 29 ] |
| 2017 | Nejlepší scénář | Lady Bird       | nominace | [ 29 ] |

### Dorian Awards
| Rok  | Kategorie    | Nominované dílo | Výsledek | Ref.   |
| ---- | ------------ | --------------- | -------- | ------ |
| 2017 | Režisér roku | Lady Bird       | nominace | [ 30 ] |
| 2017 | Scénář roku  | Lady Bird       | nominace | [ 30 ] |
| 2019 | Režisér roku | Malé ženy       | nominace | [ 31 ] |
| 2019 | Scénář roku  | Malé ženy       | nominace | [ 31 ] |

### Dublin Film Critics' Circle
| Rok  | Kategorie       | Nominované dílo | Výsledek | Ref.   |
| ---- | --------------- | --------------- | -------- | ------ |
| 2017 | Nejlepší režie  | Lady Bird       | nominace | [ 32 ] |
| 2017 | Nejlepší scénář | Lady Bird       | nominace | [ 32 ] |

### Florida Film Critics Circle
| Rok  | Kategorie                   | Nominované dílo | Výsledek  | Ref.   |
| ---- | --------------------------- | --------------- | --------- | ------ |
| 2017 | Nejlepší režie              | Lady Bird       | nominace  | [ 33 ] |
| 2017 | Nejlepší původní scénář     | Lady Bird       | nominace  | [ 33 ] |
| 2017 | Průlomová cena Pauline Kael | Lady Bird       | nominace  | [ 33 ] |
| 2019 | Nejlepší režie              | Malé ženy       | nominace  | [ 34 ] |
| 2019 | Nejlepší adaptovaný scénář  | Malé ženy       | vítězství | [ 35 ] |

### Georgia Film Critics Association
| Rok  | Kategorie                  | Nominované dílo | Výsledek  | Ref.   |
| ---- | -------------------------- | --------------- | --------- | ------ |
| 2017 | Nejlepší režie             | Lady Bird       | vítězství | [ 36 ] |
| 2017 | Nejlepší původní scénář    | Lady Bird       | nominace  | [ 36 ] |
| 2017 | Průlomová cena             | Lady Bird       | nominace  | [ 36 ] |
| 2019 | Nejlepší adaptovaný scénář | Malé ženy       | nominace  | [ 37 ] |

### Gotham Indpendent Film Awards
| Rok  | Kategorie                                 | Nominované dílo | Výsledek | Ref.   |
| ---- | ----------------------------------------- | --------------- | -------- | ------ |
| 2017 | Průlomová cena Binghama Raye pro režiséra | Lady Bird       | nominace | [ 38 ] |
| 2017 | Nejlepší scénář                           | Lady Bird       | nominace | [ 38 ] |
| 2023 | Global Icon & Creator Tribute             | Barbie          | nominace | [ 39 ] |

### Hollywood Critics Association
| Rok  | Kategorie          | Nominované dílo | Výsledek | Ref.   |
| ---- | ------------------ | --------------- | -------- | ------ |
| 2019 | Nejlepší režisérka | Lady Bird       | nominace | [ 40 ] |

### Houston Film Critics Society
| Rok  | Kategorie       | Nominované dílo | Výsledek  | Ref.   |
| ---- | --------------- | --------------- | --------- | ------ |
| 2017 | Nejlepší režie  | Lady Bird       | vítězství | [ 41 ] |
| 2017 | Nejlepší scénář | Lady Bird       | vítězství | [ 41 ] |

### Independent Spirit Awards
| Rok  | Kategorie                      | Nominované dílo | Výsledek  | Ref.   |
| ---- | ------------------------------ | --------------- | --------- | ------ |
| 2011 | Nejlepší herečka v hlavní roli | Lady Bird       | nominace  | [ 42 ] |
| 2017 | Nejlepší scénář                | Lady Bird       | vítězství | [ 43 ] |

### IndieWire Critic's Poll
| Rok  | Kategorie       | Nominované dílo | Výsledek | Ref.   |
| ---- | --------------- | --------------- | -------- | ------ |
| 2017 | Nejlepší režie  | Lady Bird       | nominace | [ 44 ] |
| 2017 | Nejlepší scénář | Lady Bird       | nominace | [ 44 ] |
| 2019 | Nejlepší režie  | Malé ženy       | nominace | [ 45 ] |
| 2019 | Nejlepší scénář | Malé ženy       | nominace | [ 45 ] |

### International Cinephile Society
| Rok  | Kategorie                  | Nominované dílo | Výsledek | Ref.   |
| ---- | -------------------------- | --------------- | -------- | ------ |
| 2017 | Nejlepší režie             | Lady Bird       | nominace | [ 46 ] |
| 2017 | Nejlepší původní scénář    | Lady Bird       | nominace | [ 46 ] |
| 2019 | Nejlepší adaptovaný scénář | Malé ženy       | nominace | [ 47 ] |

### London Film Critics' Circle
| Rok  | Kategorie       | Nominované dílo | Výsledek | Ref.   |
| ---- | --------------- | --------------- | -------- | ------ |
| 2018 | Scenárista roku | Lady Bird       | nominace | [ 48 ] |

### Los Angeles Online Film Critics Society
| Rok  | Kategorie               | Nominované dílo | Výsledek  | Ref.   |
| ---- | ----------------------- | --------------- | --------- | ------ |
| 2017 | Nejlepší původní scénář | Lady Bird       | nominace  | [ 49 ] |
| 2017 | Nejlepší režisérka      | Lady Bird       | vítězství | [ 49 ] |
| 2017 | Nejlepší debut          | Lady Bird       | nominace  | [ 49 ] |

### National Board of Review
| Rok  | Kategorie      | Nominované dílo | Výsledek | Ref.   |
| ---- | -------------- | --------------- | -------- | ------ |
| 2017 | Nejlepší režie | Lady Bird       | nominace | [ 50 ] |

### Online Film Critics Society
| Rok  | Kategorie                  | Nominované dílo | Výsledek | Ref.   |
| ---- | -------------------------- | --------------- | -------- | ------ |
| 2017 | Nejlepší režie             | Lady Bird       | nominace | [ 51 ] |
| 2017 | Nejlepší původní scénář    | Lady Bird       | nominace | [ 51 ] |
| 2019 | Nejlepší adaptovaný scénář | Malé ženy       | nominace | [ 52 ] |

### San Diego Film Critics Society
| Rok  | Kategorie                  | Nominované dílo | Výsledek  | Ref.   |
| ---- | -------------------------- | --------------- | --------- | ------ |
| 2017 | Nejlepší režie             | Lady Bird       | vítězství | [ 53 ] |
| 2017 | Nejlepší původní scénář    | Lady Bird       | nominace  | [ 53 ] |
| 2017 | Průlomový umělec           | Lady Bird       | nominace  | [ 53 ] |
| 2019 | Nejlepší adaptovaný scénář | Malé ženy       | nominace  | [ 54 ] |

### San Francisco Film Critics Circle
| Rok  | Kategorie                  | Nominované dílo | Výsledek | Ref.   |
| ---- | -------------------------- | --------------- | -------- | ------ |
| 2017 | Nejlepší režie             | Lady Bird       | nominace | [ 55 ] |
| 2017 | Nejlepší původní scénář    | Lady Bird       | nominace | [ 55 ] |
| 2019 | Nejlepší adaptovaný scénár | Malé ženy       | nominace | [ 56 ] |

### Satellite Awards
| Rok  | Kategorie               | Nominované dílo | Výsledek | Ref.   |
| ---- | ----------------------- | --------------- | -------- | ------ |
| 2017 | Nejlepší režie          | Lady Bird       | nominace | [ 57 ] |
| 2017 | Nejlepší původní scénář | Lady Bird       | nominace | [ 57 ] |
| 2024 | Nejlepší režie          | Barbie          | nominace | [ 58 ] |
| 2024 | Nejlepší původní scénář | Barbie          | nominace | [ 58 ] |

### Seattle Film Critics Society
| Rok  | Kategorie        | Nominované dílo | Výsledek  | Ref.   |
| ---- | ---------------- | --------------- | --------- | ------ |
| 2017 | Nejlepší režisér | Lady Bird       | nominace  | [ 59 ] |
| 2017 | Nejlepší scénář  | Lady Bird       | vítězství | [ 59 ] |
| 2017 | Nejlepší režisér | Malé ženy       | nominace  | [ 60 ] |

### St. Louis Film Critics Association
| Rok  | Kategorie                  | Nominované dílo | Výsledek | Ref.   |
| ---- | -------------------------- | --------------- | -------- | ------ |
| 2017 | Nejlepší režie             | Lady Bird       | nominace | [ 61 ] |
| 2017 | Nejlepší původní scénář    | Lady Bird       | nominace | [ 61 ] |
| 2019 | Nejlepší adaptovaný scénár | Malé ženy       | nominace | [ 62 ] |

### Toronto Film Critics Association
| Rok  | Kategorie       | Nominované dílo | Výsledek  | Ref.   |
| ---- | --------------- | --------------- | --------- | ------ |
| 2017 | Nejlepší režie  | Lady Bird       | vítězství | [ 63 ] |
| 2017 | Nejlepší scénář | Lady Bird       | nominace  | [ 63 ] |

### Vancouver Film Critics Circle
| Rok  | Kategorie        | Nominované dílo | Výsledek | Ref.   |
| ---- | ---------------- | --------------- | -------- | ------ |
| 2017 | Nejlepší režisér | Lady Bird       | nominace | [ 64 ] |
| 2017 | Nejlepší scénář  | Lady Bird       | nominace | [ 64 ] |

### Washington D.C. Area Film Critics Association
| Rok  | Kategorie                  | Nominované dílo | Výsledek  | Ref.   |
| ---- | -------------------------- | --------------- | --------- | ------ |
| 2017 | Nejlepší režie             | Lady Bird       | nominace  | [ 65 ] |
| 2017 | Nejlepší původní scénář    | Lady Bird       | nominace  | [ 65 ] |
| 2019 | Nejlepší režie             | Malé ženy       | nominace  | [ 66 ] |
| 2019 | Nejlepší adaptovaný scénář | Malé ženy       | vítězství | [ 66 ] |

### Women Film Critics Circle
| Rok  | Kategorie           | Nominované dílo | Výsledek  | Ref.   |
| ---- | ------------------- | --------------- | --------- | ------ |
| 2017 | Nejlepší vypravěčka | Lady Bird       | vítězství | [ 67 ] |
| 2019 | Nejlepší vypravěčka | Malé ženy       | vítězství | [ 68 ] |